# Slumber Party (Ashnikko)
Slumber Party è un singolo della rapper statunitense Ashnikko, pubblicato il 23 aprile 2021 come quarto estratto dal primo mixtape Demidevil.

## Descrizione
Il brano, che vede la partecipazione della rapper statunitense Princess Nokia, ha iniziato a riscuotere popolarità grazie alla piattaforma TikTok. È stato scritto dalle due interpreti assieme a Peter Elegbede e Robot MoonJuice.

## Video musicale
Il video musicale, diretto da Charlotte Rutherford, è stato reso disponibile sul canale YouTube di Ashnikko il 14 maggio 2021.

## Classifiche
| Classifica (2021) | Posizione massima |
| ----------------- | ----------------- |
| Canada            | 91                |
| Grecia            | 41                |
| Irlanda           | 57                |
| Lituania          | 57                |
| Regno Unito       | 70                |
| Repubblica Ceca   | 82                |
| Slovacchia        | 50                |